# فاشية مسيحية
تُشير الفاشية المسيحية (بالإنجليزية: Christian fascism)‏ إلى التداخل بين الفاشية والمسيحية وهي تشمل الجوانب الفاشية والشمولية والإمبريالية للكنيسة المسيحية. ويُشار إليها في بعض الأحيان باسم «كريستوفاسيزم»، وهي عقائد عصرية صاغتها عالمة لاهوت التحرير دوروثي سولي عام 1970.

## تفسيرات سول
أعرب توم فاو درايفر، الأستاذ الفخري في كلية الاتحاد اللاهوتي التابعة لبول تيليش، عن قلقه من «أن عبادة الله في المسيحية لا تفرق بين المسيحي واليهودي أو بين الرجل والمرأة أو بين رجال الدين واللاهوتيين وبين الأبيض من الأسود أو الغني من الفقير. ذلك أن المسيحية، بالنسبة له، في خطر دائم من الفاشية المسيحية إذ يقول: «نحن نخاف من الفاشية المسيحية، التي نعتبرها الاتجاه السياسي لجميع محاولات وضع المسيح في مركز الحياة الاجتماعية والتاريخ» وأن «تعاليم الكنائس عن المسيح قد تحولت إلى شيء دكتاتوري في كيانه وهو يعدّ المجتمع لنظام فاشي أمريكي».
إن المسيحية «قد تصرفت أو سمحت للمسيحيين بأن يفرضوا أنفسهم ليس فقط على الأديان الأخرى بل على الثقافات الأخرى والأحزاب السياسية التي لا تسير تحت راية المسيح المنتصر الأخير» - مثلما وصف كنيتر وجهة نظر سول.
يعتبر جورج هونسينغر، مدير مركز دراسات بارث في كلية برينستون لعلم اللاهوت، أن مفهوم الفاشية المسيحية هو اعتداء، على مستوى متطور جدًا من الخطاب اللاهوتي، وعلى تصوير الكتاب المقدس ليسوع المسيح. ذلك أنه يساوي ما يُنظر إليه على أنه فاشية مسيحية وبين «يسوع المسيح مثلما يصوّره الكتاب المقدس» ويقارنه مع «كريستولوجيا غير الطبيعية» التي يطرحها بعض اللاهوتيين على أنها البديل، والذي يصفه بأنه النسبية المتطرفة التي تختزل السيد المسيح إلى «مجرد تفضيل شخصي ومنطلق ثقافي» ذلك أنه يجد صعوبة في أن يرى أنه لا يسهم في نفس المشاكل التي واجهتها الكنيسة المسيحية في ألمانيا والتي لاحظها اللاهوتي كارل بارث في السابق.

## الماوية المسيحية
يربط دوغلاس جون هول، أستاذ علم اللاهوت المسيحي في جامعة مكغيل، بين مفهوم سول عن الفاشية المسيحية وبين الماوية المسيحية، التي تنتهي حتمًا إلى الانتصار الديني والإقصاء، مع ملاحظة سول للمسيحية الأصولية الأمريكية التي تؤدي بسهولة إلى الفاشية المسيحية، ذلك أن العنف ليس بعيدًا أبدًا عن فكر الماوية المسيحية المحاربة. (تقبل الماوية المسيحية شخصًا إلهيًا واحدًا، وهو يسوع المسيح، بدلًا من الثالوث). يصرّح هول أيضًا بأن التصور المُبالغ به للكريستولوجيا الخاصة بالعالم المسيحي قد برهنت على أنها خاطئة بسبب «معاداتها المتقلقلة لليهودية». يقترح هول أن أفضل طريقة للحذر من هذا هو أن لا يهمل المسيحيون إنسانية يسوع المسيح لصالح إلوهيته، وأن يذكروا أنفسهم بأن يسوع كان إنسانًا يهوديًا أيضًا.

## أمثلة تاريخية
- حزب العمل التكاملي في البرازيل
- اتحاد الفاشيين البريطاني، المملكة المتحدة
- جيرالد بورتون وينرود، خارج في توبيكا وويشيتا، كنساس، الولايات المتحدة
- حزب الكتائب، إسبانيا
- جبهة الوطن، النمسا
- حركة لابوا / الحركة الشعبية الوطنية، فنلندا
- الكاثوليكية القومية، إسبانيا الفرانكوية
- الرابطة الوطنية المسيحية للمقاومة / الحرس الحديدي، رومانيا
- المعسكر الراديكالي الوطني، بولندا
- حزب ركسست، بلجيكا
- الفيلق الفضي الأمريكي، الولايات المتحدة
- حزب الشعب السلوفاكي، سلوفاكيا
- حزب أوستاشا، كرواتيا